# Team Sky/Saison 2014
Dieser Artikel listet Erfolge und Fahrer des Radsportteams Sky in der Saison 2014 auf.

## Erfolge in der UCI World Tour
| Datum            | Rennen                                | Sieger             |
| ---------------- | ------------------------------------- | ------------------ |
| 25. Januar       | 5. Etappe Tour Down Under             | Richie Porte       |
| 11. April        | 5. Etappe Baskenland-Rundfahrt        | Ben Swift          |
| 4. Mai           | 5. Etappe Tour de Romandie (EZF)      | Christopher Froome |
| 29. April–4. Mai | Gesamtwertung Tour de Romandie        | Christopher Froome |
| 8. Juni          | 1. Etappe Critérium du Dauphiné (EZF) | Christopher Froome |
| 9. Juni          | 2. Etappe Critérium du Dauphiné       | Christopher Froome |
| 15. Juni         | 8. Etappe Critérium du Dauphiné       | Mikel Nieve        |

## Erfolge in der UCI America Tour
| Datum       | Rennen                                | Kat. | Sieger          |
| ----------- | ------------------------------------- | ---- | --------------- |
| 12. Mai     | 2. Etappe Kalifornien-Rundfahrt (EZF) | 2.HC | Bradley Wiggins |
| 11.–18. Mai | Gesamtwertung Kalifornien-Rundfahrt   | 2.HC | Bradley Wiggins |

## Erfolge in der UCI Asia Tour
| Datum           | Rennen                     | Kat. | Sieger             |
| --------------- | -------------------------- | ---- | ------------------ |
| 22. Februar     | 5. Etappe Tour of Oman     | 2.HC | Christopher Froome |
| 18.–23. Februar | Gesamtwertung Tour of Oman | 2.HC | Christopher Froome |

## Erfolge in der UCI Europe Tour
| Datum           | Rennen                                         | Kat. | Fahrer            |
| --------------- | ---------------------------------------------- | ---- | ----------------- |
| 1. März         | Omloop Het Nieuwsblad                          | 1.HC | Ian Stannard      |
| 27. März        | 1a. Etappe Settimana Internazionale            | 2.1  | Ben Swift         |
| 27. März        | 1b. Etappe Settimana Internazionale (MZF)      | 2.1  | Team Sky          |
| 28. März        | 2. Etappe Settimana Internazionale             | 2.1  | Peter Kennaugh    |
| 30. März        | 4. Etappe Settimana Internazionale (EZF)       | 2.1  | Dario Cataldo     |
| 27.–30. März    | Gesamtwertung Settimana Internazionale         | 2.1  | Peter Kennaugh    |
| 31. Mai         | 4. Etappe Bayern-Rundfahrt (EZF)               | 2.HC | Geraint Thomas    |
| 28. Mai–1. Juni | Gesamtwertung Bayern-Rundfahrt                 | 2.HC | Geraint Thomas    |
| 27. Juni        | Britische Meisterschaft – Einzelzeitfahren     | CN   | Bradley Wiggins   |
| 27. Juni        | Belarussische Meisterschaft – Einzelzeitfahren | CN   | Kanstanzin Siuzou |
| 29. Juni        | Britische Meisterschaft – Straßenrennen        | CN   | Peter Kennaugh    |
| 6. Juli         | 1. Etappe Österreich-Rundfahrt                 | 2.HC | Peter Kennaugh    |
| 6.–13. Juli     | Gesamtwertung Österreich-Rundfahrt             | 2.HC | Peter Kennaugh    |
| 14. September   | 8a. Etappe Tour of Britain (EZF)               | 2.HC | Bradley Wiggins   |

## Zugänge – Abgänge
| Zugänge         | Team 2013                           | Abgänge                               | Team 2014               |
| --------------- | ----------------------------------- | ------------------------------------- | ----------------------- |
| Mikel Nieve     | Euskaltel Euskadi                   | Rigoberto Urán                        | Omega Pharma-Quick Step |
| Philip Deignan  | UnitedHealthcare Pro Cycling Team   | Mathew Hayman                         | Orica GreenEdge         |
| Sebastián Henao | Colombia Coldeportes                | Gabriel Rasch (bis 13. April)         | Karriereende            |
| Nathan Earle    | Huon Salmon-Genesys Wealth Advisers | Jonathan Tiernan-Locke (bis 17. Juli) | Dopingsperre            |

## Mannschaft
| Fahrer               | Geburtsdatum       | Nationalität           |
| -------------------- | ------------------ | ---------------------- |
| Edvald Boasson Hagen | 17. Mai 1987       | Norwegen               |
| Ian Boswell          | 7. Februar 1991    | Vereinigte Staaten     |
| Dario Cataldo        | 17. März 1985      | Italien                |
| Philip Deignan       | 7. September 1983  | Irland                 |
| Joseph Dombrowski    | 12. Mai 1991       | Vereinigte Staaten     |
| Nathan Earle         | 4. Juni 1988       | Australien             |
| Joshua Edmondson     | 6. Juli 1992       | Vereinigtes Königreich |
| Bernhard Eisel       | 17. Februar 1981   | Österreich             |
| Chris Froome         | 20. Mai 1985       | Vereinigtes Königreich |
| Sebastián Henao      | 5. August 1993     | Kolumbien              |
| Sergio Henao         | 10. Dezember 1987  | Kolumbien              |
| Peter Kennaugh       | 15. Juni 1989      | Vereinigtes Königreich |
| Wassil Kiryjenka     | 28. Juni 1981      | Belarus                |
| Christian Knees      | 5. März 1981       | Deutschland            |
| David López          | 13. Mai 1981       | Spanien                |
| Mikel Nieve          | 26. Mai 1984       | Spanien                |
| Danny Pate           | 24. März 1979      | Vereinigte Staaten     |
| Richie Porte         | 30. Januar 1985    | Australien             |
| Salvatore Puccio     | 31. August 1989    | Italien                |
| Luke Rowe            | 10. März 1990      | Vereinigtes Königreich |
| Kanstanzin Siuzou    | 9. August 1982     | Belarus                |
| Ian Stannard         | 25. Mai 1987       | Vereinigtes Königreich |
| Christopher Sutton   | 10. September 1984 | Australien             |
| Ben Swift            | 5. November 1987   | Vereinigtes Königreich |
| Geraint Thomas       | 25. Mai 1986       | Vereinigtes Königreich |
| Bradley Wiggins      | 28. April 1980     | Vereinigtes Königreich |
| Xabier Zandio        | 17. März 1977      | Spanien                |